# Suore in fuga
Suore in fuga (Nuns on the Run) è un film del 1990 diretto da Jonathan Lynn con Eric Idle e Robbie Coltrane.

## Trama
Brian e Charlie fanno parte di una banda di rapinatori professionisti di banche. Stanchi della vita criminale, decidono di ritirarsi in Brasile con il bottino dell'ultimo colpo ma le cose non vanno secondo i piani. Braccati dal loro vecchio boss, dalla mafia cinese e dalla polizia, i due si nascondono in una scuola cattolica femminile gestito da suore, dove poi si spacciano per religiose (suor Eufemia e suor Inviolata). La superiora ingannata dal travestimento affida loro l'incarico di insegnare: Brian (di religione protestante) dovrà insegnare religione cattolica e Charlie (cattolico, ma apparentemente non atletico) educazione fisica.
Ma Brian si è appena fidanzato (ed è innamorato di Faith), non è cattolico, non conosce niente di questa religione e subisce la patetica corte di Padre Seamus (un donnaiolo incallito); Charlie invece si dimostra abile ad insegnare basket e religione e, nonostante il suo passato criminale, si rivela piuttosto credente. 
Inoltre la scuola, frequentata da giovani studentesse avvenenti con cui i due protagonisti condivideranno persino le docce, darà anche ospitalità a Faith. Questo scatenerà numerose situazioni comiche, rese ancora più avvincenti dalla colonna sonora, basata sul brano di musica elettronica intitolato The Race, del duo musicale svizzero denominato Yello.